# Ум-ас-Самаа
Ум-ас-Самаа (араб. أم الصمعة) - село в Тунісі у муніципалітеті Сук-Ляхад вілаєту Кебілі. Розташоване поблизу автодороги між містами Кебілі та Таузер.
| Туніс | Це незавершена стаття з географії Тунісу. Ви можете допомогти проєкту, виправивши або дописавши її. |